# Nilton Pacheco
Nilton Pacheco de Oliveira (Salvador, 26 de julho de 1920 – Rio de Janeiro, 26 de junho de 2013) foi um jogador brasileiro de basquetebol.

## Carreira
Representou o país nos Jogos Olímpicos de Verão de 1948, em Londres, no Reino Unido, onde integrou a equipe que conquistou uma medalha de bronze, a primeira em esportes coletivos para o Brasil em uma Olimpíada.
Nilton participou ainda de três edições de campeonatos sul-americanos, sagrando-se campeão em 1945, no Equador, e vice-campeão no Brasil, em 1947.
Iniciou esportivamente no Clube Bahiano de Tênis, mas a maior parte de sua carreira em clubes foi defendendo as cores do Fluminense. Nilton morreu aos 92 anos no Rio de Janeiro.